# موفق باشید (فیلم ۱۹۹۶)
موفق باشید (به انگلیسی: Good Luck) فیلمی محصول سال ۱۹۹۶ و به کارگردانی ریچارد لابری است. در این فیلم بازیگرانی همچون گرگوری هاینز، وینسنت دن آفریو، ماکس گیل و جیمز ارل جونز ایفای نقش کرده‌اند.